# Verbandsgemeinde Eich
La comunità amministrativa di Eich (Verbandsgemeinde Eich) si trova nel circondario di Alzey-Worms nella Renania-Palatinato, in Germania.

## Comuni
Fanno parte della comunità amministrativa i seguenti comuni:
| Comune, città         | Sup. (km²) | Abitanti |
| --------------------- | ---------- | -------- |
| Alsheim               | 15,54      | 2 892    |
| Eich                  | 21,02      | 3 700    |
| Gimbsheim             | 17,62      | 3 077    |
| Hamm am Rhein         | 7,89       | 2 035    |
| Mettenheim            | 6,41       | 1 679    |
| Verbandsgemeinde Eich | 68,47      | 13 383   |

(Abitanti al 31 dicembre 2021)